# ONUC

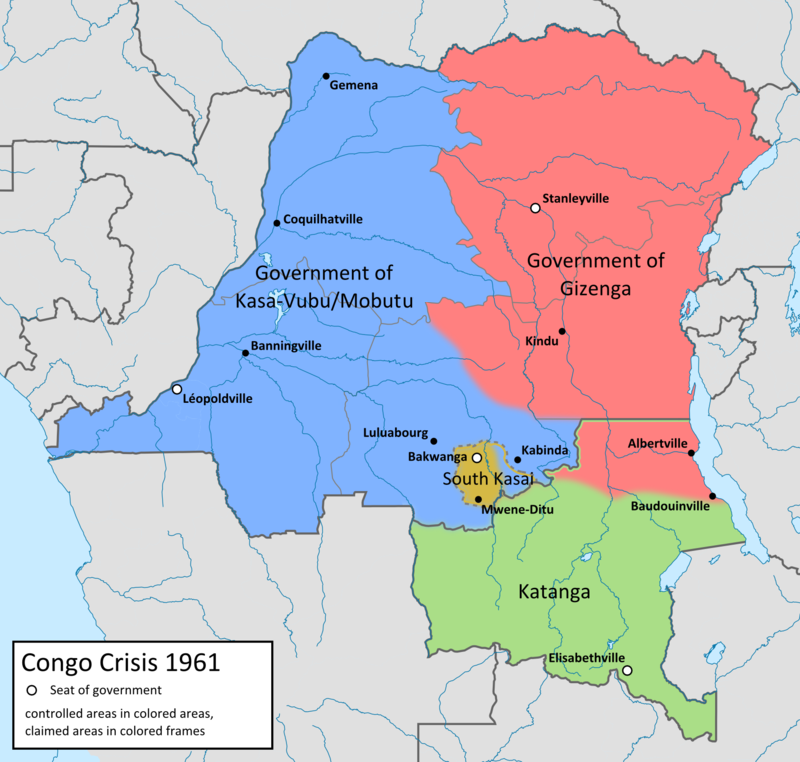
Республика Конго в 1960—1961 годах. Цвета: синий— территория, контролируемая правительством страны; красный — территория, контролируемая правительством в Стэнливилле; зелёный — Катанга; желтый — Южное Касаи

ONUC — миротворческая миссия Организации Объединённых Наций в Конго (1960—1964) во время Конголезского кризиса. Первоначально называлась Organisation des Nations Unies au Congo, позднее переименована в Opération des Nations Unies au Congo с сохранением прежней аббревиатуры.

## История
В июле 1960 года правительство Республики Конго (Конго-Леопольдвилль) обратилось к ООН с просьбой о помощи в сохранении территориальной целостности страны перед лицом внешней агрессии (имелась в виду военная интервенция Бельгии). Резолюцией 143 Совета Безопасности ООН (12 июля 1960) была создана миссия ONUC, задачами которой были обеспечения вывода бельгийских войск, оказания помощи правительству в поддержании правопорядка и для предоставления технической помощи. Бельгийские войска вскоре покинули Конго, однако правительство страны столкнулось с угрозой сепаратизма, исходившей от провинций Южное Касаи и Катанга, провозгласивших свою независимость. Наибольшую проблему представляла Катанга, использовавшая для своей обороны белых наёмников. В 1961 году мандат ONUC был изменён и включал «сохранение территориальной целостности и политической независимости Конго, предупреждение возникновения гражданской войны и обеспечение вывода из Конго всего иностранного военного персонала, полувоенных формирований и консультантов, не находящихся в подчинении Командования Организации Объединенных Наций, а также всех наёмников». Результатом изменения мандата стало то, что силы ONUC фактически превратились в одну из сторон конфликта, поддержав правительство Конго в борьбе с сепаратистами. 
После убийства 17 января 1961 года Патриса Лумумбы правительство Гвинеи заявило протест в адрес ООН (направив официальную телеграмму в секретариат ООН), а в феврале 1961 года - вывело из Конго войска, входившие в состав контингента ООН в Конго.
18 сентября 1961 года в авиационной катастрофе на территории Федерации Родезии и Ньясаленда погиб Генеральный Секретарь ООН Даг Хаммаршельд, летевший на переговоры о заключении перемирия с представителями Катанги.
В общей сложности ONUC провела четыре военные операции против Катанги. Первые три (август, сентябрь и декабрь 1961 года) по разным причинам были неудачными или малоуспешными. В результате четвёртой операции (декабрь 1962 — январь 1963) движение за независимость Катанги было подавлено, а провинция вернулась в состав Конго. В июне 1964 года войска ООН покинули страну.

## Итоги

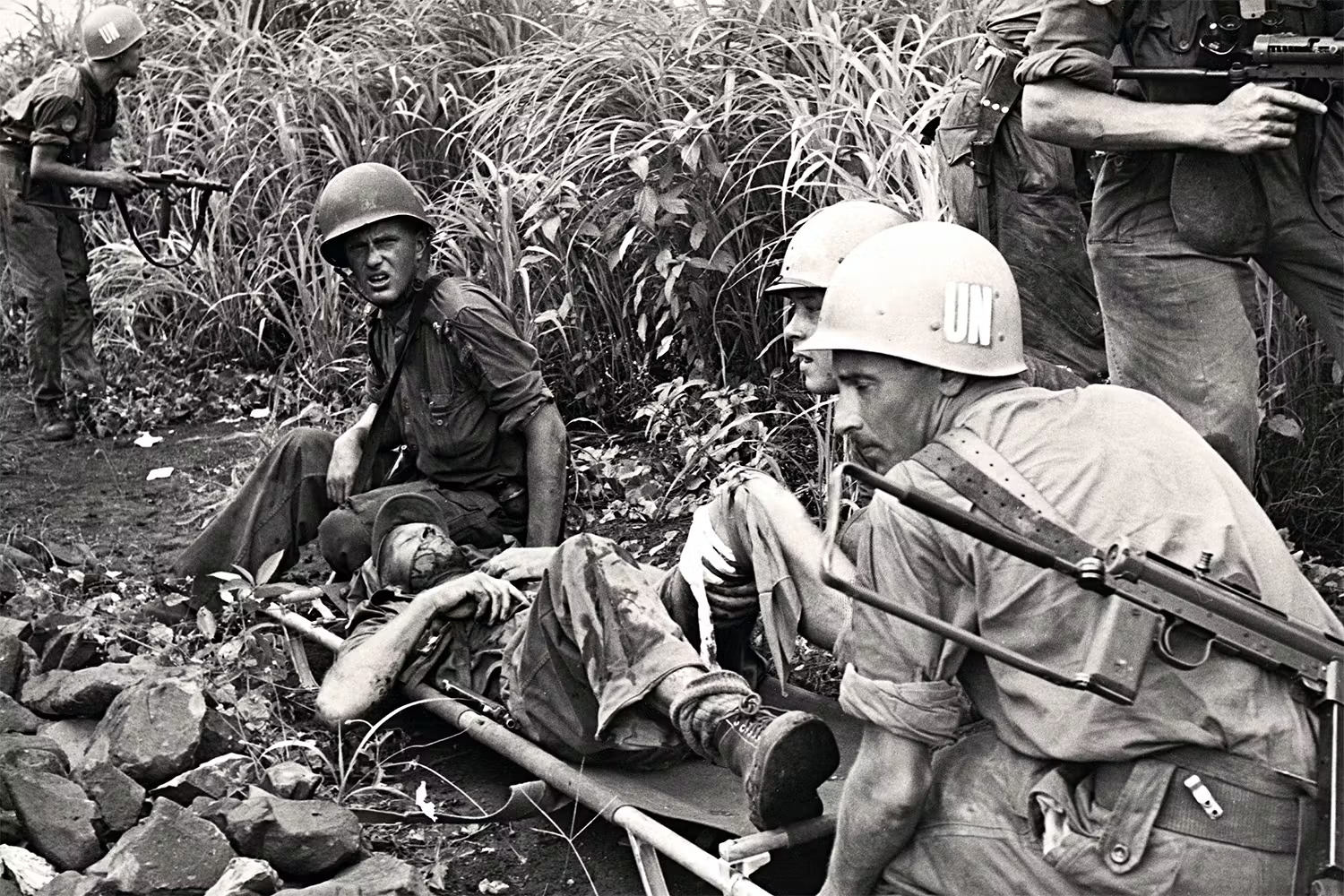
эвакуация раненого солдата из шведского контингента ООН (21 января 1961)

В ходе ONUC контингент ООН насчитывал около 20 тыс. военнослужащих из 30 стран мира. По официальной оценке ООН, миссия стала «вехой в истории Организации Объединённых Наций в смысле принятой на себя ответственности, размера территории операций и задействованных людских сил»
На протяжении длительного времени это была одна самых кровопролитных миротворческих операций в истории ООН — по официальным данным ООН, потери миротворческих сил ООН в этой операции составляют 249 человек погибшими (242 военнослужащих, два полицейских и пять иностранных гражданских специалистов, не являвшихся гражданами Конго). Также имели место потери ранеными. Но в дальнейшем, количество погибших сотрудников ООН в миротворческих операциях MINUSMA в Мали (2013-2023 гг.) и UNIFIL в Южном Ливане превысило количество погибших в 1960-1964 гг. в операции ONUC в Конго.